# جرادي ديانجانا
جرادي ديانجانا (بالإنجليزية: Grady Diangana)‏ (مواليد 19 أبريل 1998) هو لاعب كرة قدم إنجليزي ولد في الكونغو،يلعب في مركز الوسط المهاجم في نادي وست بروميتش ألبيون.

## روابط خارجية
- جرادي ديانجانا على موقع قاعدة بيانات كرة القدم.إي يو (الإنجليزية)
- جرادي ديانجانا على موقع ناشيونال فوتبول تيمز (الإنجليزية)
- جرادي ديانجانا على موقع Soccerbase.com (لاعب) (الإنجليزية)
- جرادي ديانجانا على موقع Soccerway.com (الإنجليزية)
- جرادي ديانجانا على موقع عالم كرة القدم.نت (الإنجليزية)
- جرادي ديانجانا على موقع AS.com (الإسبانية)